# Vince Wilfork
Vincent Lamar Wilfork (Boynton Beach, 4 novembre 1981) è un ex giocatore di football americano statunitense che ha giocato  nel ruolo di nose tackle per i New England Patriots e gli Houston Texans della National Football League (NFL). Al college giocò a football a Miami.

## Carriera professionistica

### New England Patriots

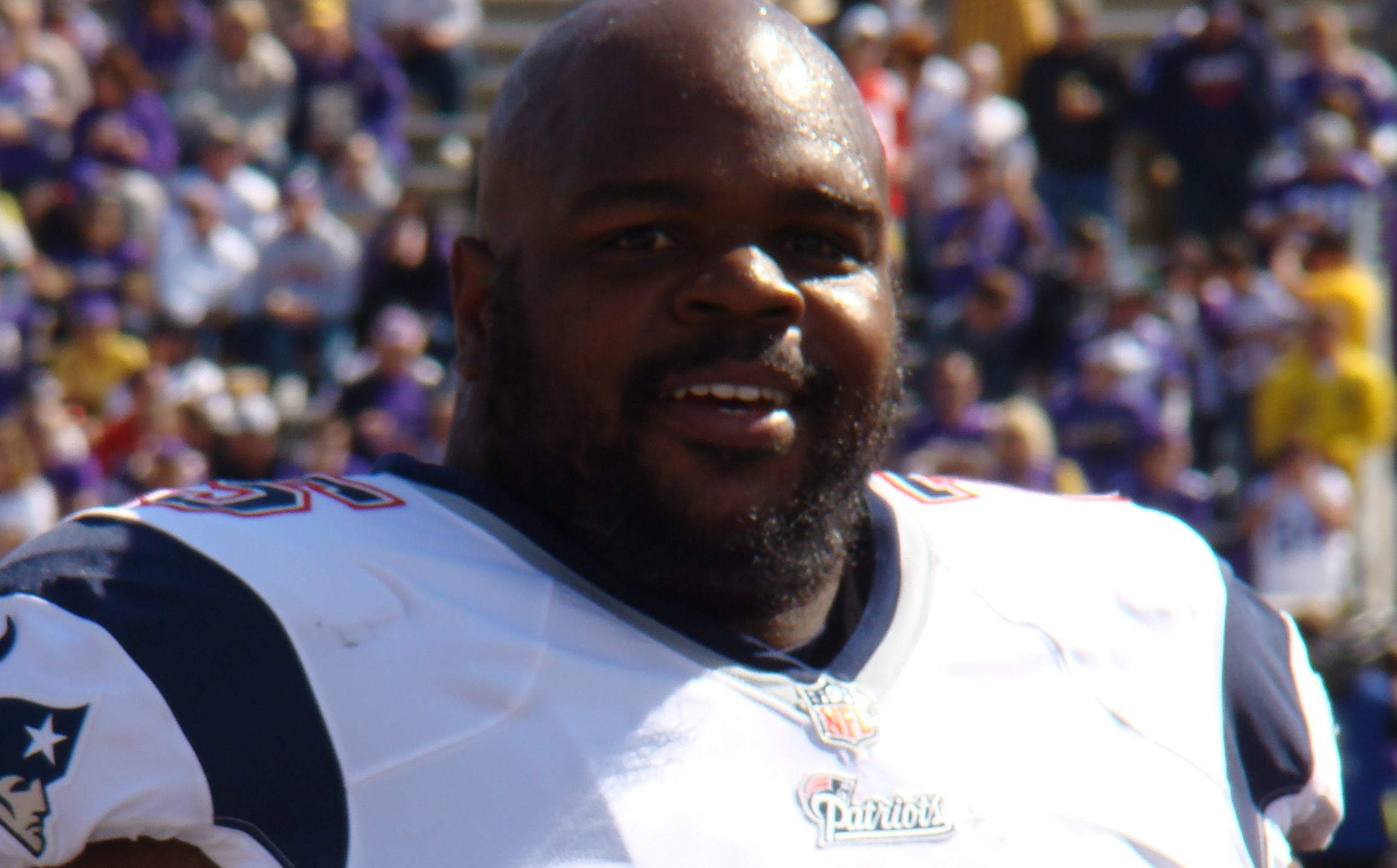
Wilfork nel 2014

Al draft NFL 2004, Wilfork fu selezionato come 21ª scelta assoluta dai New England Patriots. Debuttò come professionista il 9 settembre 2004 contro gli Indianapolis Colts indossando la maglia numero 75. Nel suo primo anno centrò subito la vittoria del Super Bowl XXXIX contro i Philadelphia Eagles. La prima convocazione per il Pro Bowl la ottenne al termine della stagione 2007, in cui i Patriots terminarono da imbattuti la stagione regolare, perdendo poi nel Super Bowl contro i New York Giants.
Il 5 marzo 2010, Wilfork firmò un contratto di 5 anni per un valore totale di 40 milioni di dollari, di cui 25 milioni garantiti. A fine stagione fu convocato per il quinto Pro Bowl in carriera e il 12 gennaio 2013 fu inserito per la prima volta nel First-team All-Pro.
Nella quarta settimana della stagione 2013, Wilfork si ruppe il tendine d'Achille perdendo tutto il resto della stagione.
Il 27 marzo 2014 firmò coi Patriots un rinnovo contrattuale triennale del valore di 22,5 milioni di dollari. Nella settimana 3 mise a segno il terzo intercetto in carriera su Derek Carr dei Raiders, interrompendo il tentativo di rimonta avversario. A fine anno vinse il suo secondo anello, battendo per 28-24 i Seattle Seahawks nel Super Bowl XLIX.

### Houston Texans
Il 16 marzo 2015, Wilfork firmò un contratto biennale del valore di 9 milioni di dollari con gli Houston Texans. Giocò a Houston le ultime due stagioni della carriera, annunciando il ritiro il 9 agosto 2017, firmando un contratto simbolico un giorno con i Patriots per chiudere come membro della sua prima franchigia.

## Palmarès

### Franchigia
- Super Bowl : 2

New England Patriots:XXXIX, XLIX
- American Football Conference Championship: 4

New England Patriots: 2004, 2007, 2011, 2014

### Individuale
- Convocazioni al Pro Bowl: 5

2007, 2009, 2010, 2011, 2012
- First-team All-Pro: 1

2012
- Second-team All-Pro: 4

2007, 2009, 2010, 2011
- Formazione ideale del 50º anniversario dei Patriots

## Statistiche
| Partite totali      | 158  |
| Partite da titolare | 148  |
| Tackle totali       | 516  |
| Sack                | 16,0 |
| Intercetti          | 3    |
| Fumble forzati      | 4    |

Statistiche aggiornate alla stagione 2014